# Bombus vogti
Espèce
Statut de conservation UICN

 DD  : Données insuffisantes
Bombus vogti est une espèce de bourdons que l'on trouve en Équateur, au Pérou, en Bolivie et en Argentine.